# Automeris moerens
Automeris moerens är en fjärilsart som beskrevs av Jordan 1910. Automeris moerens ingår i släktet Automeris och familjen påfågelsspinnare. Inga underarter finns listade i Catalogue of Life.